# Quadratischer Schematismus

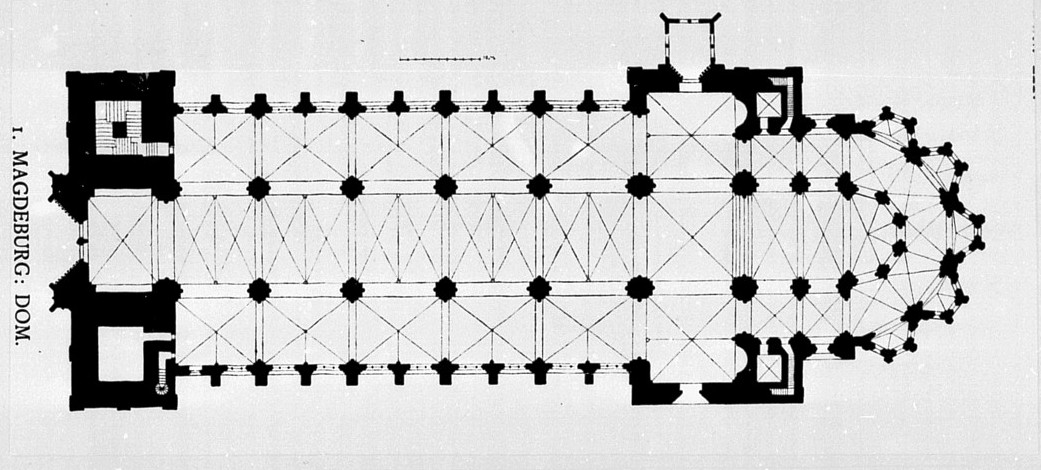
Quadratischer Schematismus im Magdeburger Dom

Quadratischer Schematismus oder Quadratisches Schema ist ein Begriff aus der Architekturgeschichte. Er bezeichnet ein typisches Grundrissschema einer Basilika des romanischen Kirchenbaus. Das Quadrat der Vierung bildet die grundlegende Maßeinheit des Schemas. Langhaus und Querhaus sind Vielfache diese Quadrates, linear aneinander gereiht.
Dieses Schema bildete schon früh in der Romanik die Grundlage vieler Entwürfe, wurde aber erst durch den Einsatz der Kreuzgewölbe im konstruktiven System verankert: Auf den Grundriss projiziert ist ein Joch des Kreuzgewölbes quadratisch und dieses Quadrat bildet das Grundmodul des Schemas. Die Pfeiler und Joche des Gewölbes heben das Schema hervor, besonders im Gebundenen System. Auch die Größe der Seitenschiffe kann dem Schema folgen, ihre Joche haben dann zum Beispiel ein Viertel der ursprünglichen Quadratgröße.